# 墨西哥墨西哥城聖殿
墨西哥墨西哥城聖殿是耶穌基督後期聖徒教會建造的第28聖殿。
該聖殿位於墨西哥首都墨西哥城的東北部。它有瑪雅復興風格的影響，包括許多阿兹特克和瑪雅元素。該聖殿是美國以外最大的聖殿。

## 聖殿历史
墨西哥城聖殿于1976年4月3日被宣布，並于1983年12月2日由當時教會總會會長戈登·興格萊會長 （Gordon B. Hinckley) 奉献。這座聖殿建在7-英畝（28,000-平方）  地块，有4個教儀室和11个印證室，总建筑面积为116,642平方英尺（10,836.4平方）  。它是墨西哥建造的十三座后期圣徒圣殿中的第一座。
这座聖殿于2007年3月30日關閉了，進行翻修，预计需要长达14个月的时间。 2008年10月20日至11月8日期间，修缮工作已完成，教會进行了聖殿的导游服务。 多馬·孟蓀會長（Thomas S. Monson）于2008年11月16日星期日重新奉献圣殿。 该聖殿于2014年初再次关闭进行翻修。 公共开放日于2015年8月14日星期五至2015年9月5日星期六举行，星期日除外。这座聖殿于2015年9月13日星期日由亨利·艾寧會長（Henry B. Eyring）重新奉献。